# Confederação Africana de Voleibol

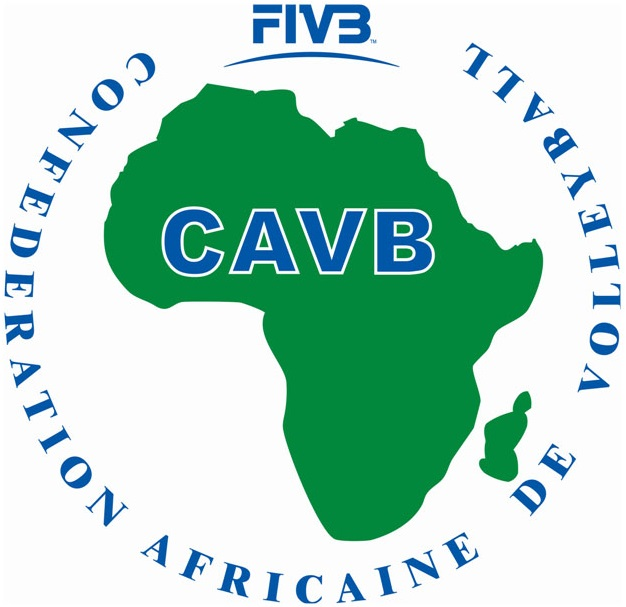
Logo da confederação africana de voleibol (CAVB)

A Confederação Africana de Voleibol (em francês: Confédération Africaine de Volleyball), também conhecida pela acrônimo CAVB, é a entidade que regula o esporte do voleibol na África. Sua sede fica localizada no Cairo, Egito.

## Perfil
Oficialmente, a CAVB foi a última confederação a ser criada: sua fundação data de 1972, quando a FIVB transformou as antigas Comissões Zonais de Voleibol em confederações continentais. A Comissão Zonal Africana havia sido estabelecida em 1967.
Embora a federação nacional do Egito tenha participado da fundação da FIVB em 1947, o voleibol permanece essencialmente uma modalidade amadora na África, mesmo em países que mantém extensos programas visando aos Jogos Olímpicos, tais como a África do Sul ou o Quênia. Nos últimos anos, a federação internacinal tem procurado promover o esporte no continente através de uma série de programas especiais de desenvolvimento. Os resultados, todavia, ainda são tímidos. 
A sede da CAVB localiza-se no Cairo, Egito.
A CAVB é a representante junto à FIVB das federações nacionais localizadas na África, e organiza torneios de alcance continental tais como o Campeonato Africano de Voleibol (primeira edição, 1967). Participa na organização de qualificatórias para torneios importantes, tais como os Jogos Olímpicos e o Campeonato Mundial, e de eventos sediados por uma de suas federações afiliadas.

## Times
Até hoje, nenhum time africano conseguiu obter resultados significativos em torneio de nível internacional, nem no voleibol masculino, nem no feminino.
Levando em consideração as participações em eventos internacionais, que é usualmente obtida mediante qualificatórias continentais, poder-se atribuir que no voleibol masculino, Egito e Tunísia sejam as melhores da África, enquanto no feminino, Argélia e Quênia se destacam no continente africano.

## Federações Afiliadas
Até 2004, as seguintes federações nacionais afiliaram-se à CAVB:
| Código | País                           | Federação                                   |
| ------ | ------------------------------ | ------------------------------------------- |
| ALG    | Algéria                        | Algerian Volleyball Federation              |
| ANG    | Angola                         | Federação Angolana de Voleibol              |
| BDI    | Burundi                        | Fédération Burundaise de Volleyball         |
| BEN    | Benin                          | Fédération Beninoise de Volley-Ball         |
| BOT    | Botswana                       | Botswana Volleyball Federation              |
| BUR    | Burkina Faso                   | Federation Burkinabe de Volley-Ball         |
| CAF    | República Centro-Africana      | Federation Centrafricaine de Volleyball     |
| CGO    | Congo                          | Fédération Congolaise de Volley-Ball        |
| CHA    | Chade                          | Fédération Tchadienne de Volley-Ball        |
| CIV    | Costa do Marfim                | Fédération Ivoirienne de Volley-Ball        |
| CMR    | Camarões                       | Fédération Camerounaise De Volley-Ball      |
| COD    | República Democrática do Congo | Fédération de Volley-Ball du Congo          |
| COM    | Comoros                        | Fédération Comorienne de Volley-Ball        |
| CPV    | Cabo Verde                     | Federação Cabo-Verdiana de Voleibol         |
| DJI    | Djibouti                       | Fédération Djiboutienne de Volley-Ball      |
| EGY    | Egito                          | Egyptian Volleyball Federation              |
| ERT    | Eritréia                       | Eritrean National Volleyball Federation     |
| ETH    | Etiópia                        | Ethiopian Volleyball Federation             |
| GAB    | Gabão                          | Federation Gabonaise de Volley-Ball         |
| GAM    | Gâmbia                         | Gambia Volleyball Association               |
| GBS    | Guiné-Bissau                   | desconhecida                                |
| GEQ    | Guiné Equatorial               | Federación Ecuatoguineana de Voleibol       |
| GHA    | Gana                           | Ghana Volleyball Association                |
| GUI    | Guiné                          | Fédération Guineenne de Volley-Ball         |
| KEN    | Quênia                         | Kenya Volleyball Association                |
| LBA    | Líbia                          | Libyan Volleyball Federation                |
| LBR    | Libéria                        | Liberia Volleyball Federation               |
| LES    | Lesoto                         | Lesotho National Volleyball Association     |
| MAD    | Madagascar                     | Fédération Malagasy de Volleyball           |
| MAR    | Marrocos                       | Fédération Royale Marocaine de Volley-Ball  |
| MAW    | Malawi                         | Volleyball Association Of Malawi            |
| MLI    | Mali                           | Fédération Malienne de Volleyball           |
| MOZ    | Moçambique                     | Federação Moçambicana de Voleibol           |
| MRI    | Maurícia                       | Mauritius Volleyball Association            |
| MTN    | Mauritânia                     | Fédération Mauritanienne de Volley-Ball     |
| NAM    | Namíbia                        | Namibian Volleyball Federation              |
| NGR    | Nigéria                        | Nigerian Volleyball Federation              |
| NIG    | Niger                          | Fédération Nigerienne de Volley-Ball        |
| RSA    | África do Sul                  | Volleyball South Africa                     |
| RWA    | Ruanda                         | Fédération Rwandaise de Volleyball          |
| SEN    | Senegal                        | Fédération Senegalaise De Volley-Ball       |
| SEY    | Seychelles                     | Seychelles Volleyball Federation            |
| SLE    | Serra Leoa                     | Fédération de Volleyball de la Sierra Leone |
| SOM    | Somália                        | desconhecida                                |
| STP    | São Tomé e Príncipe            | Federação Santomense de Voleibol            |
| SUD    | Sudão                          | Sudan Volleyball Association                |
| SWZ    | Suazilândia                    | Swaziland National Volleyball Association   |
| TAN    | Tanzânia                       | Tanzania Volleyball Association             |
| TOG    | Togo                           | Fédération Togolaise de Volley-Ball         |
| TUN    | Tunísia                        | Fédération Tunisienne de Volley-Ball        |
| UGA    | Uganda                         | Uganda Volleyball Federation                |
| ZAM    | Zâmbia                         | Zambia Volleyball Association               |
| ZIM    | Zimbabwe                       | Zimbabwe Volleyball Association             |